# József Mindszenty
József Mindszenty, madžarski rimskokatoliški nadškof in kardinal, * 29. marec 1892, Csehimindszent, Avstro-Ogrska, † 6. maj 1975, Dunaj, Avstrija.

## Življenjepis
Jožef se je rodil kot József Pehm v narodnostno mešani kmečki družini kot prvorojenec od šestih otrok 29. marca 1892 očetu Jožefu Pehmu in materi Borbáli r. Kovács v Csehimindszentu na zahodnem Madžarskem. Duhovniško posvečenje je prejel v Sombotelu 12. junija 1915. Po novi maši je deloval kot dušni pastir, veroučitelj in pisatelj (publicist). Že 1919. je prišel navzkriž z Bela Kunovo filosovjetsko komunistično republiko. 9. februarja 1919 ga je zaprla Károlyijeva vlada in ga imela zaprtega vse do padca Kunovega komunizma 31. julija 1919.
1941. se je odpovedal svojemu nemškemu priimku Pehm iz protesta do preganjanja drugih narodov, zlasti Judov in Romov, s strani nacistov, in prevzel novi priimek po svojem rojstnem kraju Csehimindszentu – Mindszenty. 
4. marca 1944 ga je Pij XII. imenoval za veszprémskega škofa. 25. marca istega leta je prejel škofovsko posvečenje.
Mnogo žrtev nacističnega preganjanja – zlasti Judov – se mu lahko zahvali za življenje, ker jih je spravil na varno. Prav zaradi tega so Nemci tudi njega zaprli. Po osvoboditvi iz zapora ga je 16. avgusta 1945 imenoval Pij XII. za esztergomskega nadškofa. Kmalu za tem, 18. februarja 1946, ga je isti papež povišal v kardinala in ga imenoval za kardinala-duhovnika pri Santo Stefano al Monte Celio.

### Krmar v hudih časih
Jožef Mindszenty, ki ga je papež imenoval 1945. za esztergomskega nadškofa, naslednje leto pa za kardinala, je bil tudi predsednik Madžarske škofovske konference. Kot tak se je čutil dolžnega, da je opozarjal na moralno usmerjanje družbenega življenja. Njegovo škofovsko geslo Pannonia Sacra (Sveta Panonija) je zagotavljalo, da bo tudi v težavnih časih skrbel za uveljavljanje krščanskih vrednot ne le zasebno, temveč tudi v javnosti. 
Pod njegovim vodstvom se je madžarski škofovski zbor oglasil s skupnimi okrožnicami v slučajih, ko je državno vodstvo, ki se je vse bolj bližalo proletarski diktaturi, prekršilo svobodo vesti ali veroizpovedi, svobodo šolanja ali umetniškega ustvarjanja; dosledno se je zavzemal za uveljavljanje osnovnih svoboščin. Spregovoril je o preganjanju Madžarov v Vojvodini in o Vojvodinskih množičnih pobojih, o nečloveškem izganjanju Podonavskih Nemcev (Donau-Schwaben), o brezpravnem zapiranju ter ravnanju z jetniki.

Pred volitvami ljudskih predstavnikov v skupščino 18. oktobra 1945 in 25. avgusta 1947 je škofovski zbor z okrožnico opozoril vernike, naj volijo take stranke, katerih program navdihuje evangeljski duh. S tem so razjezili tiste kroge, ki so pripravljali komunistom prevzem oblasti. 

### Zapor, osvoboditev, azil
26. decembra 1948 je policija protipravno in protizakonito zaprla Mindszentyja. Telesno in duševno so ga mučili, da bi priznal svoje delovanje proti režimu. Na temelju lažnivih obtožb so ga obsodili na dosmrtno ječo 8. februarja 1949 na prvi stopnji, 6. do 9. julija pa na drugi stopnji, kar je povzročilo v krščanskem svetu hudo razburjenje. Papež Pij XII. je izrazil zoper krivično in protipravno obsodbo svoje ogorčenje, generalna skupščina OZN je na svojem občnem zboru tudi obsodila ravnanje madžarske vlade ter ožigosala kardinalovo zaprtje kot mednarodno žalitev. Po šestletnem budimpeštanskem zaporu so ga zaradi zdravstvenih težav od 17. avgusta 1955 imeli zaprtega v Püspökszentlászlu, a od 2. novembra 1955 v Felsőpetényu.

Po izbruhu vstaje 29. oktobra 1956 so ga po navodilih komunističnega centralnega komiteja hoteli odgnati na neznan kraj, a brez uspeha. 30. oktobra ponoči so ga demokratični madžarski vojaki osvobodili iz ujetništva in 31. oktobra dopoldne je prispel v budimsko primaško palačo. 

Med štirimi dnevi svoje svobode se je pogovarjal s člani škofovskega zbora in vodstvom svoje škofije o prihodnosti katoliške Cerkve na Madžarskem, z državnim predsednikom Zoltanom Tildyjem ter s predstavnikih inozemskih humanitarnih organizacij v zvezi s potrebno gmotno pomočjo. Srečal se je tudi z protestantskimi voditelji – evangeličani in reformiranimi; predstavnikov političnih strank pa ni sprejel. Na predlog ministrskega predsednika Imreta Nagya je 3. novembra zvečer imel 15-minutni govor prek Svobodnega madžarskega radia, kjer je podprl cilje ljudskega osvobodilnega boja, ter orisal predstavo prihodnje demokracije. 
Po napadu sovjetskih čet 4. novembra zjutraj je zaprosil in tudi dobil zavetje v ameriškem veleposlaništvu. Menil je, da bo njegovo tamkajšnje bivanje kratkotrajno. Računal je na to, da bo Organizacija združenih narodov spravila sovjetske vojaške sile k umiku; na to je kazala tudi obsodba OZN sovjetskega vpada. 

Kádárjeva vlada je nadaljevala s protizakonitimi ovirami ter Mindszentyju ni dovolila vrnitve na nadškofijski sedež. Mindszenty je večkrat nameraval zapustiti ameriško veleposlaništvo, vendar so temu nasprotovale zunanje razmere. Končno je izpolnil željo papeža Pavla VI. ter 28. septembra 1971 zapustil ambasado ter odšel v Rim. 

Do 23. oktobra je stanoval v Vatikanu, do svoje smrti 6. maja 1975 pa v stavbi Pazmaneuma na Dunaju. 

### Grb
Ščit je razdeljen na dve polji; na levem je sveta Marjeta, na desni strani pa tri bele rože na zeleni podlagi, vzete iz družinskega plemiškega grba. Za plemiča je bil imenovan neki njegov prednik-vojščak v začetku 18. stoletja za izkazan pogum v bojih zoper Turke. Podnapis se glasi: »Pannonia sacra« - »Sveta Panonija«. To pomeni program, naj bi Madžarska in kraji z madžarsko manjšino ostali oziroma postali zvesti krščanskim načelom. 

## Smrt in češčenje
Papež Pavel VI. je 1. novembra 1973 od Mindszentyja zahteval, da odstopi od položaja primasa, a kardinal je zahtevo spoštljivo a odločno zavrnil. Zato ga je papež uradno odstavil 18. novembra. S tem je bila omogočena ureditev cerkvenih razmer in postavitev novih škofov na izpraznjene škofijske sedeže. Mindszenty si je izbral za svoje zadnje bivališče Dunaj. Tam ga je tudi doletela smrt  6. maja 1975.
Po njegovi želji v oporoki so ga najprej pokopali v Marijinem Celju v Avstriji, kjer so njegov grob stalno obiskovali pobožni romarji; ko je pa po prenehanju sovjetske zasedbe in padcu komunizma to postalo možno, so ga 4. maja 1991 prenesli v domovino; tam počiva v Esztergomski baziliki.

### Postopek za priznanje svetništva
19. marca 1994 se je v Budimpešti, v stavbi Osrednjega semenišča, začel škofijski postopek za kardinalovo beatifikacijo in kanonizacijo, ki je bil uspešno končan 31. julija 1996. 22. oktobra 1996 so vse spise uradno poslali v Rim. Postulator v škofijskem postopku je bil salezijanec †János Szőke. Veljavnost škofijskega postopka so iz Rima potrdili 8. novembra 1999. Stalna komisija pri Madžarski škofovski konferenci je poslala prošnjo v Rim v zvezi z razglasitvijo za blaženega in svetega kardinala Mindszentyja.
10. novembra 1999 so začeli preučevanje čudežnega ozdravljenja rakavega bolnika, ki naj bi se zgodilo na priprošnjo Jožefa Mindszentyja; 16. novembra je bila škofijska preiskava uspešno končana in vse tozadevno gradivo je bilo poslano v Rim.
Postulator pri kongregacji za svetniške zadeve (CCS) je Andrea Ambrosi. 12. februarja 2019 je bil izdan odlok o junaških krepostih.

### Rehabilitacija
Na zahtevo kardinala-primasa Petra Erdőja, ki je naslednik kardinala Jožefa Mindszentyja, je marca 2012 Vrhovno državno tožilstvo v Budimpešti uradno končalo postopek za njegovo rehabilitacijo.  Glede zadeve, ki jo je budimpeštansko Ljudsko sodišče obravnavalo pod redno številko IX. 254/1949, je Vrhovno tožilstvo določilo ponovno obravnavo obtožnice. Zakon iz 1990. je določil razveljavitev obsodb, ki so kršile zakonitost. Sedanja razsodba pomeni sklep preiskave prejšnje revizije in obenem potrjuje pravno, moralno in politično rehabilitacijo kardinala Jožefa Mindszentyja v celotnem obsegu.

## Galerija slik
- Prvi budimpeštanski spomenik Jožefa Mindszentyja (XVI. okraj, Templom tér)
- Mindszentyjev spomenik v  Zalaegerszegu.
- Spomenik Mindszentyju v parku Bustamante, Santiago, Čile.
- Kardinalo grob v baziliki pri Marijinem Celju na Štajerskem.
- Mindszentyjev muzej v Esztergomu
- Rojstna hiša kardinala mindszentyja v Csehimindszentu
- Primasov kip v rojstni vasi
- Primasov grob v estergomski stolnici svetega Vojteha
- Mindszentyjev kip v 12. budimpeštanskem okraju - Mindszentyjev trg